# Зенітно-артилерійський комплекс

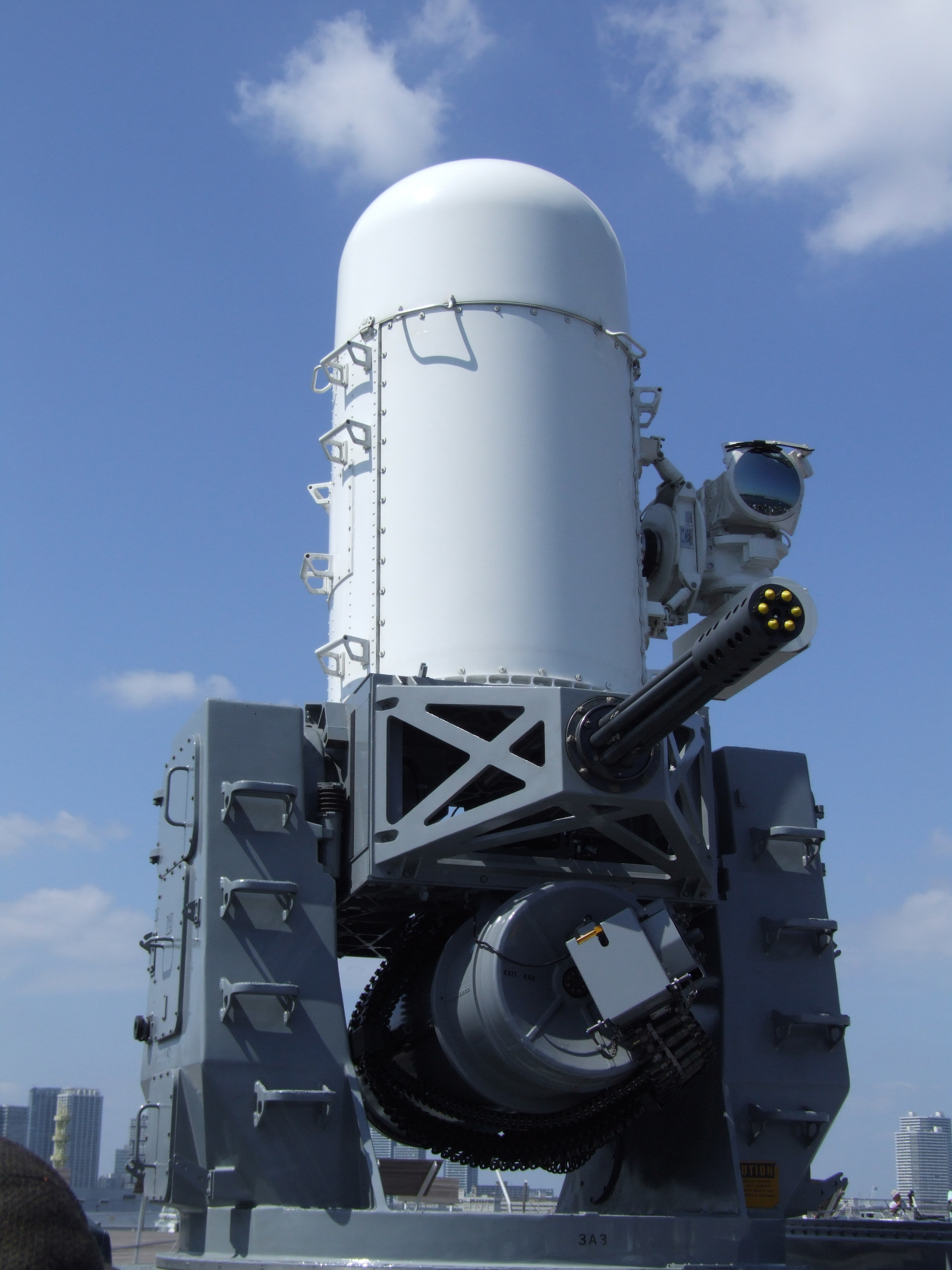
Зенітно-артилерійський комплекс «Вулкан-Фаланкс»

Зенітно-артилерійський комплекс (ЗАК) — різновид зенітних артилерійських систем, які застосовуються, головним чином, на кораблях. Призначені для виконання завдань протиповітряної і протиракетної оборони в ближній зоні, є останнім рубежем захисту корабля від повітряного нападу. Вирізняються високою швидкострільністю, малим часом реакції, автономним наведенням на ціль. Як правило, діють в автоматичному режимі, ручне керування зберігається як резервне.
До складу ЗАК входять автоматичні гармати калібру 20-40 мм. Завдяки застосуванню здвоєних, зчетверених установок, а також гармат з обертовим блоком стволів, технічна швидкострільність цих систем має межі від 600 до 10 000 пострілів на хвилину. Практична скорострільність обмежується розміром готового до бою боєкомплекту і потребою охолодження стволів після певної кількості пострілів.
Поява ЗАК була викликана головним чином появою протикорабельної ракетної зброї і її успішним застосуванням у ряді локальних конфліктів. ЗАК вперше з'явилися на кораблях радянського флоту в 1960-х роках. До 1980 року флот США отримав комплекс «Вулкан-Фаланкс». Надалі подібні системи розроблялися цілою низкою країн.
До числа найбільш поширених ЗАК відносяться «Вулкан-Фаланкс» (США), «Голкіпер» (Нідерланди, Велика Британія), «Сі зеніт» (Швейцарія, Італія, Велика Британія), АК-230 і АК-630 (СРСР / Росія), «Дардо» (Італія), «Мерока» (Іспанія).
| Порівняльні ТТХ зенітно-артилерійських комплексів |        |        |                  |         |                              |                                      |          |
| Характеристики                                    | АК-230 | АК-630 | «Вулкан-Фаланкс» | «Дардо» | «Голкіпер»                   | «Сі Гард»                            | «Мерока» |
| Держава                                           | СРСР   | СРСР   | США              | Італія  | Нідерланди · Велика Британія | Швейцарія · Велика Британія · Італія | Іспанія  |
| Калібр, мм                                        | 30     | 30     | 20               | 40      | 30                           | 25                                   | 20       |
| Кількість стволів                                 | 2      | 6      | 6                | 2       | 7                            | 4                                    | 12       |
| Темп стрільби, постр/хв                           | 2100   | 5000   | 3000-4500        | 600     | 4200                         | 3400                                 | 9000     |
| Дистанція, км                                     | 4      | 4      | 3,5              | 12,5    | 3                            | 5                                    | 2        |
| Маса снаряду, кг                                  | 0,36   | 0,39   | 0,12             | 0,96    | 0,36                         | 0,5                                  | 0,12     |
| Початкова швидкість, м/с                          | 1050   | 880    | 1000             | 1000    | 1150                         | 1470                                 | 1215     |
| Маса установки, т                                 | 1,97   | 1,85   | 5,42             | 7,3     | 6,8                          | 5,55                                 | 6,0      |

## Галерея

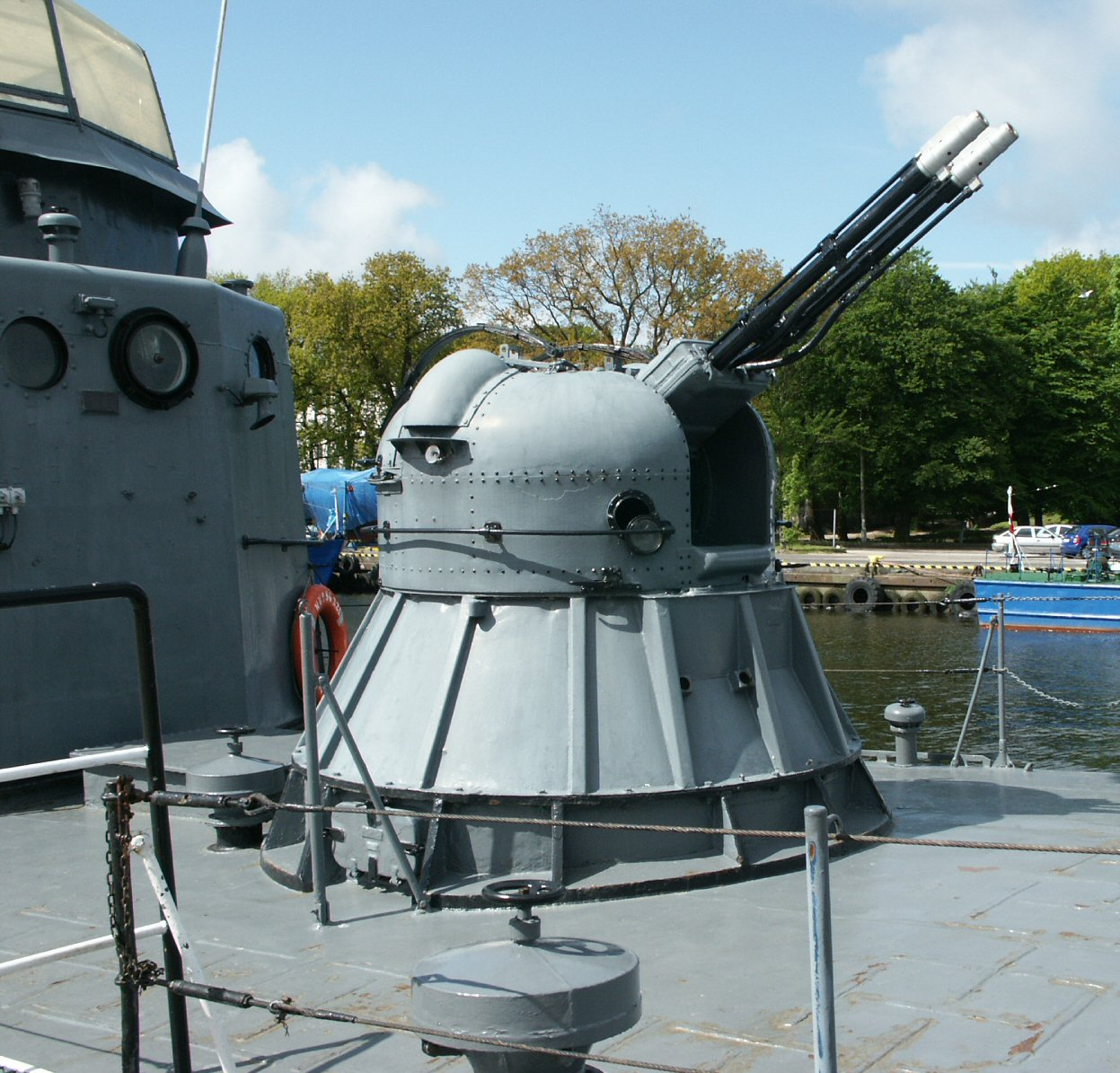
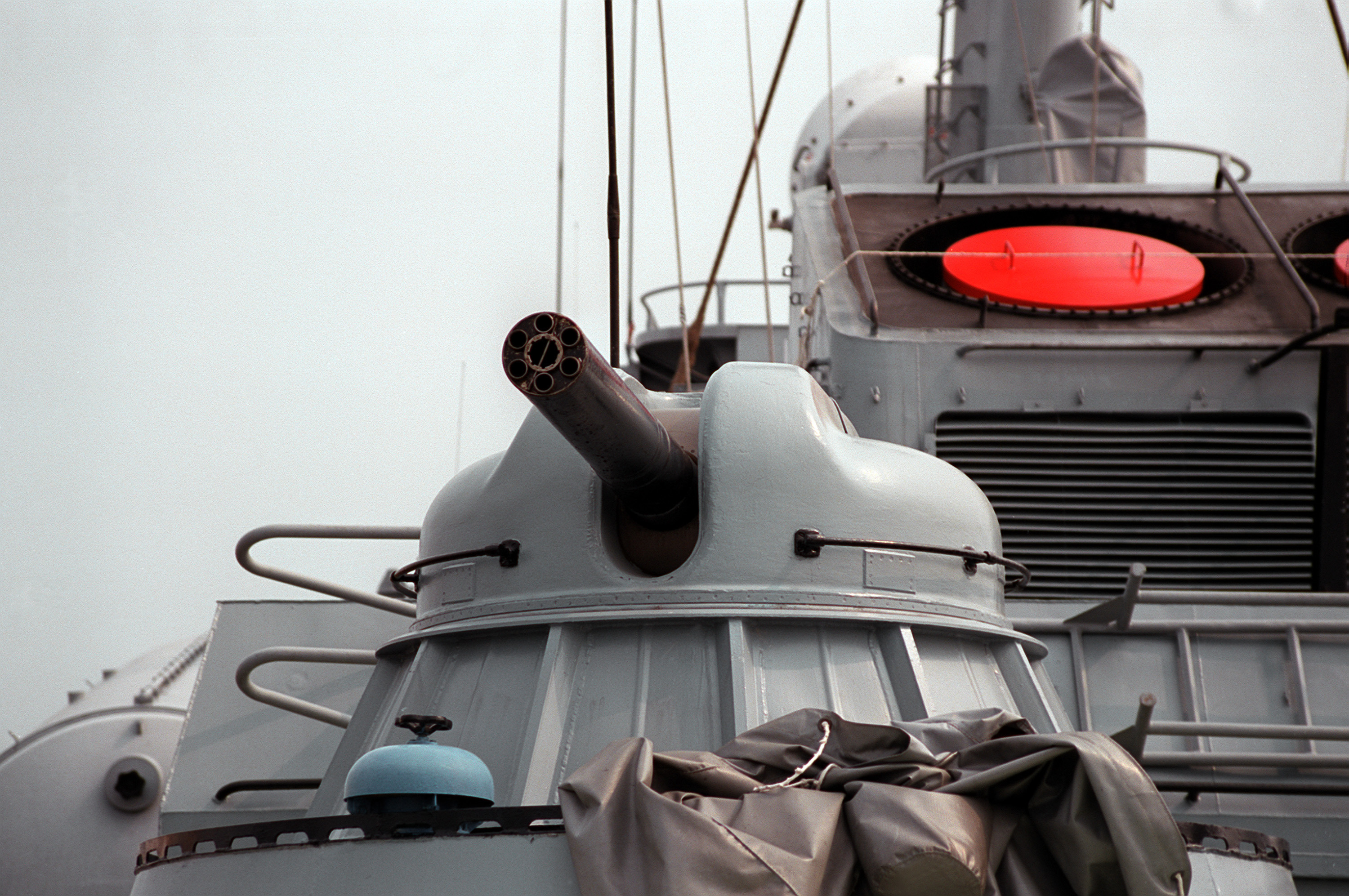
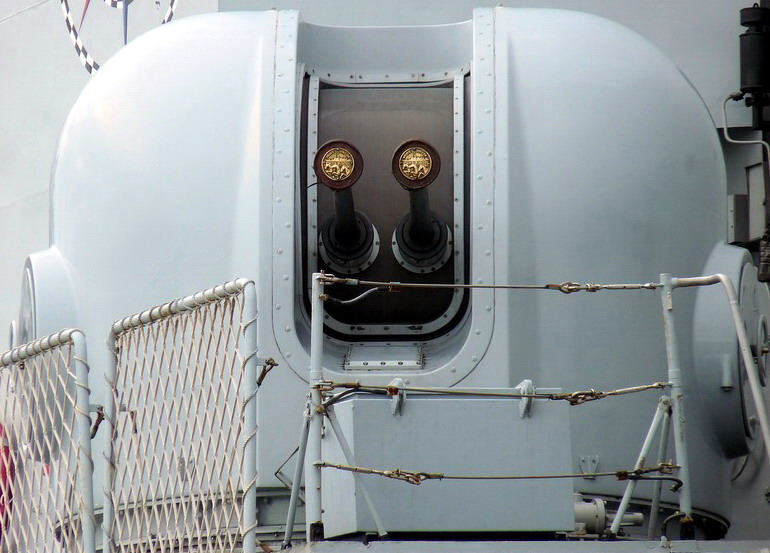
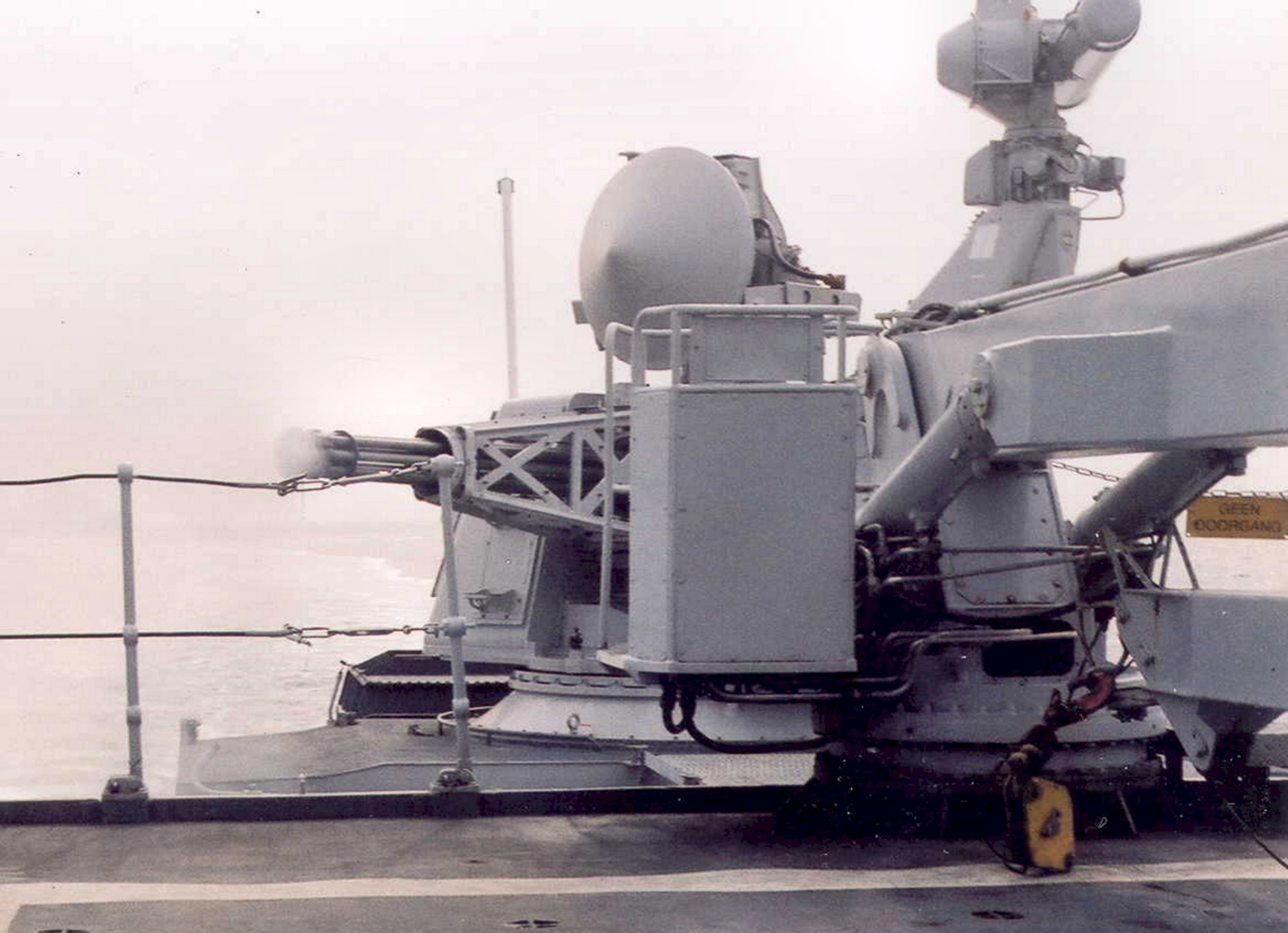